# Mukul Dey
Mukul Dey (en bengali : মুকুলচন্দ্র দে : Sridharkhola, Bengale, 1895 – Santiniketan, 1989) est un pionnier de la gravure à la pointe sèche en Inde.
Étudiant de Rabindranath Tagore, il est le premier artiste indien à voyager à l'étranger pour étudier la gravure comme art.

## Biographie

### Jeunesse et famille
Mukul Chandra Dey, l'un des cinq enfants de Purnashashi Devi et de Kula Chandra Dey, naît en 1895 à Sridharkhola, dans le Bengale non encore divisé. Toute la famille de Mukul Dey avait des talents artistiques, son frère Manishi Dey était un peintre de renom et ses deux sœurs, Annapura et Rani, étaient également accomplies dans les domaines de l'art et de l'artisanat.
Au Japon en 1916, Mukul Dey a étudié auprès de Yokoyama Taikan et Kanzan Shimomura à Tokyo et à Yokohama. À Yokohama, Rabindranath Tagore et Mukul Dey ont vécu en tant qu'invités du marchand de soie japonais Tomitaro Hara dans son célèbre complexe résidentiel Sankei-en, profitant d'une occasion rare d'étudier les peintures chinoises ou japonaises du style Nihonga, en particulier les chefs-d'œuvre de Sesshū.
Dey a reçu sa formation initiale à Santiniketan, dans l'université Visva-Bharati de Rabindranath Tagore. Il se rendit ensuite aux États-Unis d'Amérique en 1916 pour apprendre la technique de gravure à l'eau-forte de James Blanding Sloan (en) et Bertha Jaques à Chicago, à qui Dey fut présenté par l'artiste américain Roi George Partridge (en) et son épouse Imogen Cunningham. Mukul Dey est resté membre à vie de la Chicago Society of Etchers. À son retour en Inde en 1917, Dey s’est concentré sur la réalisation d’eaux-fortes. Il se maintient économiquement en réalisant des portraits de personnes riches et célèbres, qu'il reproduit en estampes. En 1920, Dey se rend à nouveau à l’étranger dans le but d’étudier. Il étudie cette fois l’eau-forte et la gravure sous Frank Short et Muirhead Bone. Il a étudié à la fois à la Slade School of Fine Art et au Royal College of Art de Londres. À la première, Mukul Dey est un élève du professeur Henry Tonks.
Une exposition de dessins et de peintures de Dey est présentée à Londres le 4 février 1924, dont dix copies de peintures des grottes d'Ajantâ et une des grottes de Bagh. Ses œuvres avaient déjà été exposées à la Royal Academy et au New English Art Club.

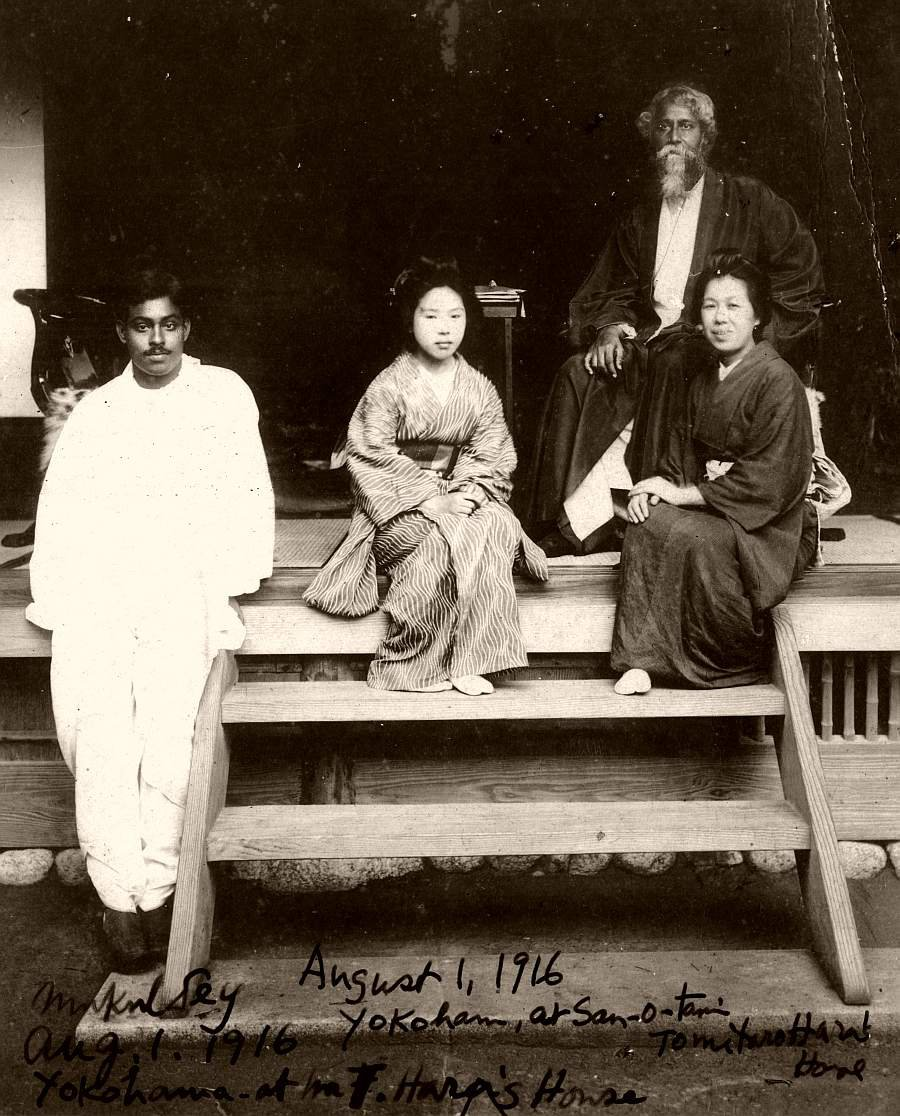
Mukul Dey (à gauche), avec Rabindranath Tagore (en haut) et deux Japonaises, à Sankei-en (Yokohama, Japon), en 1916.

Selon le sculpteur polonais Stanisław Szukalski, quand Mukul était en Amérique, il lui a montré ses dessins, qui l'ont impressionné. Il a ensuite fait part à Szukalski de son désir de s'aventurer à Paris, de « terminer ses études », malgré l'extrême désapprobation de cette décision prise par le mentor de Mukul, Tagore. Szukalski considérait Paris comme une usine de « lavage de cerveau du public de toutes les nations », selon laquelle Kandinsky, Picasso, etc., étaient des maîtres[réf. nécessaire]. Szukalski a déclaré à Mukul : « Vous êtes déjà un bon artiste, mais avec votre anticipation idiote de trouver une culture miraculeuse en Europe, vous avalerez comme une nouvelle religion tout pseudo-mouvement des inadaptés qui abusent de la peinture et de la sculpture avec des peignes, des fourches et des pinceaux dans le nez pour donner un semblant d'individualité. Plus tard, venez en Europe, avec assez de confiance en toi pour observer la décadence européenne avec mépris et l'habilité de choisir des exemples qui valent vraiment la peine dans l'art de tous les âges et cultures. »[réf. nécessaire]
Mukul Dey a choisi un média essentiellement occidental pour décrire les différents aspects de la vie indienne. Contrairement à des artistes tels que Haren Das, dont la technique de gravure sur bois était plus proche de la culture indienne, Dey se concentre sur la gravure à la pointe sèche, une pratique profondément européenne. Indépendamment de sa technique occidentale adoptée, Dey a choisi des sujets tels que les scènes de rivière au Bengale, les chanteurs traditionnels de bâul, les marchés de Calcutta ou la vie des villageois de Santhal dans le district de Birbhum, près de l'école d'art de Santiniketan. Lorsque la famille Tagore de Kolkata a créé le club Vichitra dans leur maison ancestrale de Jorasanko, Mukul Dey en devient un membre actif. Au Vichitra Club, les artistes jeunes et à venir comme Nandalal Bose, Asit Kumar Haldar (en), Mukul Dey et Narayan Kashinath Deval ont été encouragés à expérimenter de nouveaux médiums créatifs et de nouvelles formes d'art.
En 1925, Dey publie un livre sur les peintures rupestres d'Ajantâ et de Bagh, qu'il chérit et dont il puise de l'inspiration. Le langage vibrant des descriptions reflète son enthousiasme pour les peintures rupestres. Il a ensuite publié et illustré divers autres livres au cours de sa carrière.

### Carrière

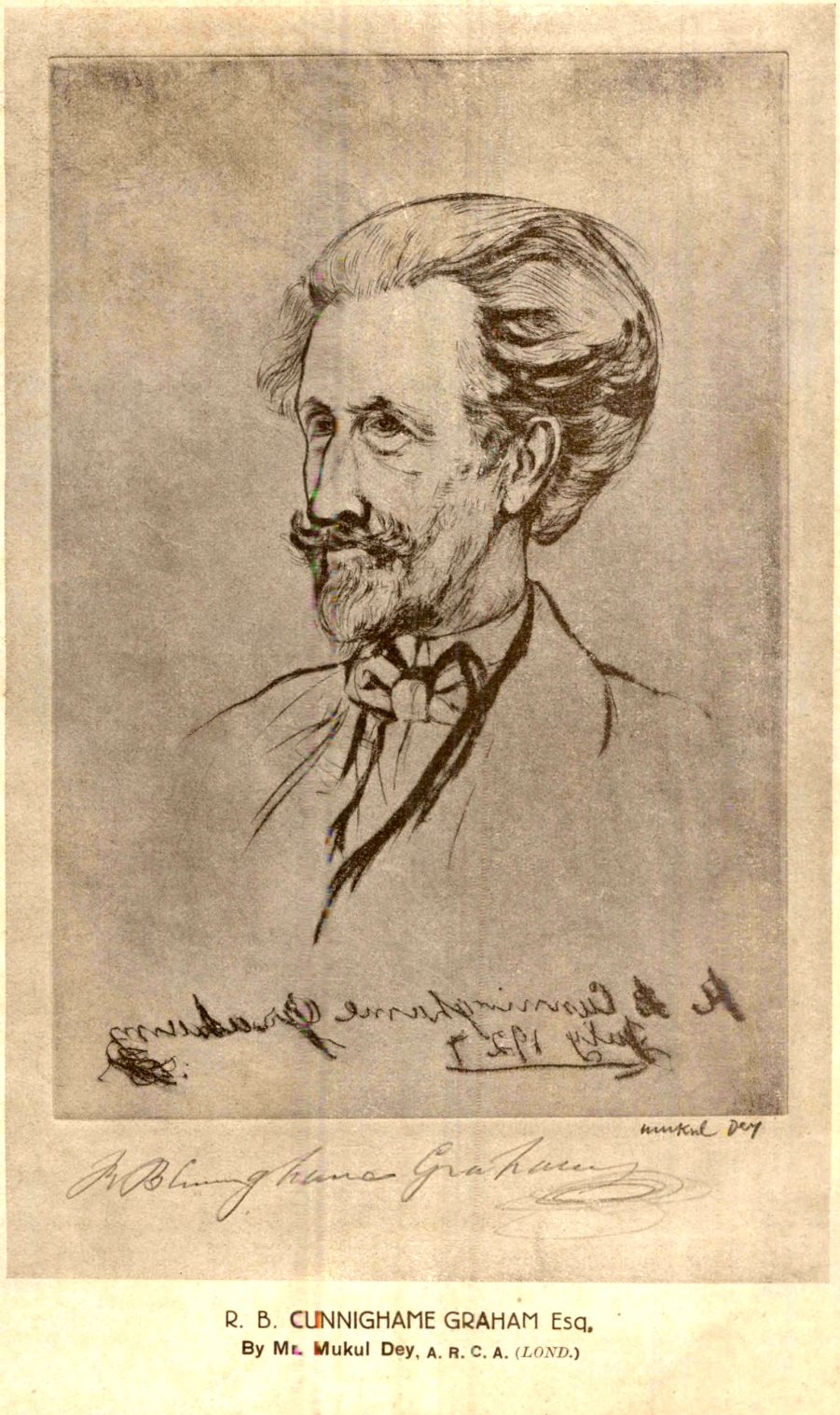
Portrait de Robert Bontine Cunninghame Graham paru dans le The Modern Review (1928).

Dey est nommé le premier directeur indien de la Government College of Art & Craft de Calcutta en 1928. Comme Dey est déterminé à imposer une identité indienne à l'établissement d'art alors contrôlé par les Britanniques, il chasse rapidement les professeurs trop étroitement liés à la peinture de la Company School de l'institution. À la Government School of Art, Mukul Dey est chargé de créer une section pour femmes dans cette ville : en effet, avant cela, seuls les hommes pouvaient rejoindre cette institution en tant qu'étudiants en art.
Les images gracieusement dessinées de villageois du Bengale exécutés à la pointe sèche sont devenues ce à quoi Dey est le plus associé. Certaines de ses œuvres les plus fines sont des gravures à la pointe sèche peintes à la main à l’aquarelle, avec des crayons de couleur ou avec de minces lavis d’encre. Dey est aussi connu pour ses portraits de diverses personnalités indiennes, dont les membres des familles de Tagore et Tata, Albert Einstein et Mohandas Karamchand Gandhi. Il a également représenté des personnalités moins connues, telles que Josephine MacLeod (en), promotrice de l'ordre Ramakrishna de Swami Vivekananda à Belur Math. Incidemment, c'est Josephine MacLeod qui a introduit Okakura Kakuzō en Inde depuis le Japon en 1901–1902. Il a également été l'illustrateur pour de nombreux projets de livres, le premier étant la monographie Shantiniketan Bolpur School of Rabindranath Tagore.
Manishi Dey, le frère cadet de Mukul, était membre du Bombay Progressive Artists' Group et peintre de premier plan de l'École du Bengale. Contrairement à son frère plus stable Mukul, Manishi a voyagé sans relâche à travers l’Inde. Mukul Dey a été marié à sa femme Bina, née Bina Roy, de Khanakul, au Bengale. Ils ont eu une fille nommée Manjari, qu'ils appelaient affectueusement « Bukuma ». Manjari a ensuite été marié à Shantanu Ukil, peintre de premier plan de l'École du Bengale.

## Publication
- (en) W. W. Pearson, (ill. Mukul Dey), Shantiniketan Bolpur School of Rabindranath Tagore, The Macmillan Company, 1916 (lire en ligne).
- (en) Mukul Dey, My Pilgrimages To Ajanta Bagh, George H. Doran Co, New York, 1925 (lire en ligne).
- (en) Mukul Dey, Twenty Portraits, 1943 (lire en ligne).
- (en) Mukul Dey, Birbhum Terracottas, 1959 (lire en ligne).
- (en) Mukul Dey, Amar Kotha, ed. Visva Bharati, 1995 (lire en ligne).Autobiographie posthume.

## Postérité
Les œuvres de Mukul Dey se trouvent dans les collections du Victoria and Albert Museum à Londres, du Indian Museum de Calcutta, de la Galerie nationale d'art moderne de Mumbai et de la Galerie nationale d'art à New Delhi. Les archives de Mukul Dey sont hébergées dans l'ancien domicile de Mukul Dey, nommé Chitralekha, à Santiniketan.